# Noah Östlund
Noah Östlund, född 11 mars 2004 i Nykvarn, är en svensk professionell ishockeyspelare som spelar för Växjö Lakers HC i SHL.
Östlund draftades av Buffalo Sabres i första rundan i 2022 års draft som 16:e spelare totalt. Ungefär en vecka efter draften skrev han på ett treårigt entry level-kontrakt med organisationen.

## Klubbar
- Djurgårdens IF J20, J20 Nationell (2020/2021 - 2021/2022)
- Djurgårdens IF, SHL / Allsvenskan (2021/2022 - 2022/2023)
- Växjö Lakers HC, SHL (2023/2024 - )

### Spel för Sverige
- Småkronorna, J18-VM Landshut / Kaufbeuren (2022)
- Juniorkronorna J20, JVM Kanada, Halifax (2022/2023)
- Juniorkronorna J20, JVM Sverige, Göteborg (2023/2024)